# Bruto Carpigiani
Bruto Carpigiani (Collesalvetti, 20 maggio 1903 – Bologna, 11 novembre 1945) è stato un ingegnere e progettista italiano.

## Biografia
Carpigiani nacque nella frazione Castell'Anselmo di Collesalvetti da un quarantunenne impresario teatrale e da Teresa Bergonzoni, commerciante di Mirandola in provincia di Modena. Bruto trascorse l'infanzia con i suoi due fratelli, Balilla e Poerio, a Mirandola, dove il padre aveva comprato il castello dei Pico per farne un teatro. Bruto, come ricordava la moglie Giuseppina Sghinolfi, era un grande appassionato di motori: appena ebbe qualche soldo comprò una Moto Guzzi e prima di sposarsi si costruì addirittura un prototipo di automobile per farsi vedere in paese. A testimonianza di questa sua passione restano disegni e mockups d'innovativi motori rotativi e di motori con distribuzione a valvole a pistone. Conosciuto come "l'ingegnere", lavorò come progettista all'ACMA dalla fine degli anni venti. Può essere idealmente considerato come il padre di una generazione di tecnici e progettisti che lavoravano nel settore delle macchine per packaging e che permisero lo sviluppo dell'intero comparto industriale bolognese.

### Istruzione
Conseguito il diploma di geometra, nel 1922/23 si iscrisse alla facoltà di Farmacia dell'Università di Bologna, senza però terminarla. Conseguì il titolo di “ingegnere” nel 1937, in Svizzera, discutendo una tesi dal titolo “La formazione e la determinazione dei costi di produzione in un'impresa meccanica” presso l'Ecole d'Ingénieurs-Spécialistes dell'Institut Technique Supérieur di Friburgo. Si laureò anche alla facoltà di Economia e Commercio dell'Università di Bologna il 15 luglio 1942.
Bruto Carpigiani è riconosciuto come pilastro di un'intera generazione di progettisti, tecnici ed imprenditori del comparto bolognese delle macchine automatiche, conosciuto come la packaging valley.

### Direzione tecnica dell'ACMA e invenzione della ruota a zeta
All'Anonima Costruzioni Macchine Automatiche (A.C.M.A.) Carpigiani perfezionò le macchine già in produzione e ne progettò di nuove. Sotto la sua direzione tecnica l'A.C.M.A. fu protagonista di un forte balzo innovativo che, successivamente, avrebbe permesso l'esportazione.
Tra il 1929 e il 1930 introdusse l'innovazione decisiva per lo sviluppo di tutto il comparto: la “Ruota a Zeta”. Un meccanismo “intermittore” che trasforma il moto circolare continuo in circolare intermittente. La novità consiste nel poter variare soste e movimenti, anche ad alte velocità, in modo preordinato dal progettista, in base alle esigenze di utilizzazione. Il successo della macchina da lui progettata, ACMA 749, è dovuto alla flessibilità e adattabilità del congegno che arriva a superare le macchine americane: venne utilizzata con incartatrice di caramelle, fornendo diverse modalità per incartare. Tale macchina è alla base della flessibilità produttiva e del successo del comparto bolognese delle macchine automatiche.

### Invenzione dell'Autogelatiera
Partendo dalla Motogelatiera inventata da Cattabriga si occupò, durante gli anni trenta, di migliorarla e innovarla. Lavorò al mantecatore verticale nelle cantine di Via Valeriani a Bologna, progettando una macchina automatica per la produzione del gelato, perché il gelatiere avesse come unico compito quello di estrarre il gelato dalla macchina.
L'evoluzione, rispetto alla Motogelatiera di Cattabriga, era la chiusura ermetica della scatola ingranaggi e aveva sostituito la spatola a moto alternato con una elicoidale rotativa. La chiusura ermetica favoriva anche una produzione igienica del gelato. Sfortunatamente Bruto Carpigiani non riuscì a veder compiuta la sua opera: morì prematuramente a soli 42 anni.
L'anno successivo alla sua morte, avvenuta nel 1945, Poerio rese omaggio al fratello costituendo l'azienda Carpigiani S.r.l. che iniziò i suoi lavori in via Cairoli a Bologna.
L'Autogelatiera fu poi portata a termine per la produzione da Vittorio Francia.